# Bois du Polygone
Le  bois du Polygone  (en néerlandais : Polygoonbos ou Doelbos) est, après la forêt de Soignes, la plus ancienne forêt domaniale de Belgique. Le bois s'étend sur une surface d'environ 68 hectares et se situe à 1,6 km au sud du village de Zonnebeke en Flandre-Occidentale.
Le bois est surtout composé de conifères mais, ces dernières années, des feuillus ont également été plantés.

## Première Guerre mondiale
Le bois fut entièrement dévasté durant la Première Guerre mondiale. On peut encore y trouver des vestiges du conflit comme des restes de bunkers. Fin octobre 1914, les troupes allemandes furent boutées hors du bois par l'Armée britannique. Combats menés par les régiments d'infanterie français de réserve (268e  et 290e) en avril 1915.  Mais le 3 mai 1915, les troupes britanniques l'abandonnèrent aux soldats allemands lors de la seconde bataille d'Ypres.
En septembre 1917, la 5e division australienne reprit le bois.
Pendant l'offensive allemande du printemps 1918, le bois fut une nouvelle fois abandonné par les Alliés, mais le 28 septembre 1918, il fut définitivement conquis par la 9e division écossaise.
Depuis 1972, le bois est ouvert au public.

## Lieux de mémoire de la Grande Guerre
- Monument à la 5e division australienne
- Cimetière de Buttes New British Cemetery